# Unione Sportiva Triestina 1976-1977
Questa voce raccoglie le informazioni riguardanti l'Unione Sportiva Triestina nelle competizioni ufficiali della stagione 1976-1977.

## Rosa
| N. |                   | Ruolo | Calciatore           |
| -- | ----------------- | ----- | -------------------- |
|    | Italia (bandiera) | P     | Luciano Bartolini    |
|    | Italia (bandiera) | P     | Giorgio Ianza        |
|    | Italia (bandiera) | P     | Giuseppe Valsecchi   |
|    | Italia (bandiera) | D     | Lorenzo Berti        |
|    | Italia (bandiera) | D     | Alessandro Clemente  |
|    | Italia (bandiera) | D     | Sergio De Luca       |
|    | Italia (bandiera) | D     | Alessandro Lucchetta |
|    | Italia (bandiera) | D     | Giorgio Marcato      |
|    | Italia (bandiera) | D     | Lucio Marini         |
|    | Italia (bandiera) | D     | Francesco Schiraldi  |
|    | Italia (bandiera) | C     | Giuseppe Fontana     |
|    | Italia (bandiera) | C     | Dorino Furlan        |

| N. |                   | Ruolo | Calciatore             |
| -- | ----------------- | ----- | ---------------------- |
|    | Italia (bandiera) | C     | Roberto Leonarduzzi    |
|    | Italia (bandiera) | C     | Luciano Monticolo (IV) |
|    | Italia (bandiera) | C     | Vittorio Muiesan       |
|    | Italia (bandiera) | C     | Sergio Politti         |
|    | Italia (bandiera) | C     | Giovanni Trainini      |
|    | Italia (bandiera) | C     | Manlio Zanini          |
|    | Italia (bandiera) | A     | Giannantonio Andreis   |
|    | Italia (bandiera) | A     | Paolo Dri              |
|    | Italia (bandiera) | A     | Fulvio Franca          |
|    | Italia (bandiera) | A     | Faustino Goffi         |
|    | Italia (bandiera) | A     | Vanni Peressin         |
|    | Italia (bandiera) | A     | Fulvio Rossi           |

## Statistiche

### Statistiche dei giocatori
| Giocatore      | Serie C  | Serie C |
| Giocatore      | Presenze | Reti    |
| -------------- | -------- | ------- |
| L. Bartolini   | 28       | -?      |
| G. Ianza       | 1        | -?      |
| G. Valsecchi   | 13       | -?      |
| L. Berti       | 22       | 1       |
| A. Clemente    | 3        | 0       |
| S. De Luca     | 35       | 0       |
| A. Lucchetta   | 33       | 0       |
| G. Marcato     | 8        | 0       |
| L. Marini      | 1        | 0       |
| F. Schiraldi   | 3        | 0       |
| G. Fontana     | 36       | 1       |
| D. Furlan      | 13       | 1       |
| R. Leonarduzzi | 3        | 0       |
| L. Monticolo   | 35       | 0       |
| V. Muiesan     | 1        | 0       |
| S. Politti     | 23       | 2       |
| G. Trainini    | 30       | 1       |
| M. Zanini      | 38       | 8       |
| G. Andreis     | 33       | 10      |
| P. Dri         | 36       | 13      |
| F. Franca      | 14       | 2       |
| F. Goffi       | 10       | 0       |
| V. Peressin    | 12       | 1       |
| F. Rossi       | 4        | 0       |